# 蒙古四大汗国
蒙古四大汗國，简称四大汗國，是對蒙古帝国及其分裂后存在的欽察汗國、察合台汗國、窩闊台汗國、伊兒汗國這四個蒙古汗國的合稱，《史集》又稱成吉思汗諸子所統治的三個汗國為“西道諸王”（拖雷之子旭烈兀的伊兒汗國除外）。這些汗國最初與大汗政權保持著密切的聯繫，是大汗政權轄下的一部分，以後由於歷史、民族、經濟等各方面的原因，逐漸脫離對大汗政權的隸屬關係，發展成為獨立的汗國，日後與元朝並列存在。
成吉思汗於伐金之前便對諸弟及其正妻所生諸子大行分封。每人皆受封游牧民數千戶及大片作為牧場的草原。諸弟所得分地在皆在東蒙古一帶，故稱「東道諸王」。諸子所得多在蒙古之西，故稱「西道諸王」。諸子於初封時所得分地，甚為有限。其後隨著西征而不斷擴張，遂奠定各大汗國的基礎：
長子朮赤所得為也兒的石河以西，直至蒙古人「馬蹄所至之處」。朮赤分地後成為欽察汗國（又稱金帳汗國）。轄有西伯利亞南部及南俄，以裏海北岸的欽察草原為重心，而以薩萊為首都。
次子察合台的分地為西遼舊境，包括天山南北路直至阿姆河間的地區（城市不包括在內）。後成為察合台汗國，而以阿力馬里（新疆霍城縣境）為首都。
三子窩闊台則得到葉密立（新疆額敏縣）及霍博（新疆和布克賽爾蒙古自治縣）地區。後成為窩闊台汗國。
根據蒙古人「幼子守灶」的習慣，幼子拖雷繼承了成吉思汗剩餘的財產即蒙古本土。往後拖雷之子旭烈兀西征後，在西亞形成一股勢力，其兄忽必烈汗封其為伊兒汗，故亦成為一汗國之主。其領土東起阿姆河和印度河，西面包有小亞細亞，南抵波斯灣，北至高加索山，而以桃里寺（今伊朗亞塞拜然大不里士）為首都。
蒙古的各大汗國因不屑忽必烈之奪位，乃行徹底獨立，而忽必烈既無心、也無力進行征伐。欽察汗國、察合台汗國、窩闊台汗國遂於至元六年（1269年）春簽訂盟約，立誓維護蒙古傳統，反對背棄傳統的忽必烈，並劃定了這三大汗國的勢力範圍，這便是世界歷史上著名標誌著大蒙古分裂的「塔剌思聯盟」。元成宗大德八年（1304年）時，各汗國方才一同承認元朝名義上的宗主地位。元武宗至大三年（1310年）時，元朝和察合台汗國又聯合攻滅並瓜分了窩闊台汗國。

## 歷史

### 成吉思汗分封諸子
早在成吉思汗時期，成吉思汗將大蒙古國的土地分給他的幾個兒子。由於各個兒子則均聽從成吉思汗的號令，故所封的汗國成為一個有機的整體，服從大汗的領導。成吉思汗死後，由三子窩闊台作大汗（公元1229年－1241年）。不過，隨着窩闊台大汗的去世，蒙古各派系對大汗的繼承人存在爭論，一度形成了危機。其子貴由曾短暫作登位作大汗（1246年－1248年，而之前幾年由乃馬真作「監國」，1241年－1246年）。後來在西征領導人拔都（成吉思汗長子朮赤之子）的支持下，蒙哥（成吉思汗四子拖雷之子）繼承大汗之位（1251年－1259年，而之前幾年由海迷失作「監國」，1248年－1251年）。作為對拔都的報答，蒙哥允許拔都建立的欽察汗國保持相對獨立的地位。
海都（Qaidu，1234年－1301年）是窩闊台第五子合失之子。成吉思汗死後，其斡耳朵仍舊維持，海都自幼生長在那裡。在元憲宗蒙哥即位風波中，他沒有參與謀叛活動。元憲宗即位後，於元憲宗二年（1252年）四月得海押立以為份地。海都對窩闊台家族汗位被奪十分不滿。元憲宗六年（1256年），蒙哥遣石天麟出使海都，為其長期扣留於海押立。海都於其地逐漸聚集兵力達二三千人。

### 諸汗國自主
蒙哥大汗於元憲宗九年七月二十一日（1259年8月11日）在攻打钓鱼城時去世後，其弟忽必烈和阿里不哥分別於中統元年（1260年）集會稱汗。隨後身在中原漢地的忽必烈與留守蒙古本土的阿里不哥開始展開了為期四年的內戰，最終忽必烈勝利，並於至元八年十一月十五日（1271年12月18日）在中原建立元朝。
然而，由於忽必烈的自行即位及「行漢法」主張，引起蒙古大多數宗派的強烈不滿，拒絕承認忽必烈的汗位。原窩闊台和察合台派系在海都的帶領下結盟反對忽必烈，逐漸形成獨立的窩闊台汗國和察合台汗國，並聯合早已實際上處於獨立地位的欽察汗國多次與忽必烈的元軍進行交戰，互有勝負。唯一承認忽必烈大汗之位的是其負責西征的弟弟旭烈兀。他宣布承認忽必烈的汗位，以換取忽必烈支持他建立伊兒汗國。伊兒汗國名義上承認忽必烈建立的元朝為正宗，直到忽必烈去世為止。其後，伊兒汗國一度不再奉元朝為其正宗，並將伊斯蘭教定為國教。
至元六年（1269年），海都在中亞塔拉斯河谷召開西北蒙古諸王聯盟大會，察合台、窩闊台、朮赤三系宗王都參加會議。大會決定仍堅持游牧生活，共同反對忽必烈，並推舉窩闊台汗海都為盟主，其勢力範圍包括今阿勒泰、塔城地區，准噶爾盆地以及巴爾喀什湖以東以南楚河、塔拉斯河流域。這次大會，宣告窩闊台汗國、察合台汗國、欽察汗國（朮赤領地）擺脫蒙古大汗獨立，標誌著大蒙古國解體。

### 海都之亂
阿里不哥失敗後，海都利用忽必烈傾全力滅宋、無力西顧之際，拒不參加諸王朝會，繼續與忽必烈為敵，他逐漸把窩闊台系宗王的力量聚集在自己周圍。至元五年（1268年），海都舉兵反忽必烈。海都在西北地區的勢力日益增長，而元朝則難以在今塔里木盆地西南緣綠洲地區阻止其入侵。到至元二十四年（1287年），東道諸王乃顏等起兵叛亂，海都乘機改變坐觀漠北形勢的態度，以十萬騎兵相助。至元二十五年（1288年），乃顏同黨哈丹再叛，海都及其支持者於至元二十六年（1289年），大舉入侵漠北，攻占乞兒吉思和漠北大片土地，迫近和林。北安王那木罕下令棄城，至忽必烈親征後方才收復和林。但終忽必烈之世，叛亂未能全平。
海都向漠北擴張之時，為其勢力極盛期。在南方，海都之子撒班統轄的5萬大軍鎮守今阿富汗之地，與印度相望。在呼羅珊方向，至元二十六年（1289年）伊兒汗國大臣阿兒渾之子那兀魯思背叛伊兒汗國，失敗後投奔海都。在北方，當時欽察汗國東部的白帳汗國發生分裂，其國宗王古亦魯克（Kuiluk）為爭奪汗位也投靠海都、都哇。白帳汗伯顏（Bayan）受到海都、都哇的軍事壓迫，於元成宗登基之初，向元廷遣使求援。海都則派子不顏察兒和沙等人駐守在伯顏與元朝控制地之間，以切斷雙方的聯系，使元廷相當被動。大德三年（1299年），元成宗下詔改組漠北元軍指揮系統，命海山出鎮漠北。
大德四年（1300年），元出動大軍西擊海都。大德四年（1300年）八月，海山與海都軍戰於闊別列之地，敗之。元軍乘勝西進，於年底至按台山。大德五年（1301年），海都約都哇會攻按台山元軍，雙方於帖堅古山一帶發生激戰。帖堅古山會戰是元朝對海都、都哇進行的一場決定性大戰。元朝出動了幾乎所有在漠北的精銳，未能擊敗海都、都哇。元軍從帖堅古戰場撤退時，海都尾追而來，元軍驚慌失措，棄守和林。戰後海都從前線返回，不久於也兒的石河上游因病死去。海都死後，都哇在其諸子中選擇較弱的察八兒立為汗。

### 再認元帝為宗主
帖堅古山會戰的次年，海都死去，都哇暗中向元朝駐守在哈和林邊境的安西王阿難答派出使臣，向元成宗表示臣服，請求朝廷罷兵。元成宗同意約和。獲得元廷支持後，都哇與察八兒等聚會，到會諸王一致認識到，與朝廷進行長達數十年的戰爭是「自傷祖宗之業」。大德七年（1303年），元廷與西北諸王達成和議，設驛路，開關塞，這是當時舉世矚目的一件大事。諸蒙古兀魯思之間的約和，有異於一般的國際間的和平條約，它是源出於同一祖先的蒙古民族所建立的幾個汗國之間互相協商的結果。自阿里不哥之亂後，各蒙古兀魯思雖已各自立國近半個世紀，但各汗國的統治者仍然認為他們之間的紛爭是成吉思汗後裔間的內部事務，可以通過協商來解決。
大德八年（1304年），都哇與察八兒、明里帖木兒等諸王協商，都哇知道自己打不過元军，就勸察八兒及諸王與元朝講和，決定改變與元朝為敵的政策，共同遣使表示臣服，以承認元成宗為成吉思汗大位的繼承人為條件，承認鐵穆耳的蒙古宗主地位，換取元朝承認他們在西北地區立國的合法性。元成宗立即響應，終於達成了和約。之後元成宗、都哇與察八兒共同遣使伊兒汗國，向新即位的合兒班答（完者都）詔告和平。由此，窩闊台汗國、察合台汗國以及統治波斯廣大地區的伊兒汗國和統治今天俄羅斯地區的欽察汗國，均表示擁戴元成宗。這樣一來，整個蒙古諸王族在形式上又重得統一，元成宗完成了他爺爺忽必烈也未能完成的任務。

### 先後滅亡

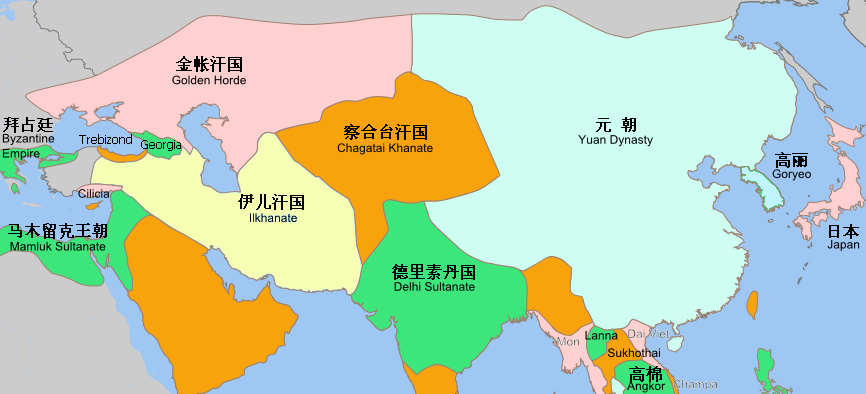
元统三年（1335年）的亞洲，此時四大汗國之一的窩闊台汗國已滅亡。

中統元年（1260年）的繼位危機使大部份自蒙哥時代起的隱憂、蒙古諸王間的個人恩怨和領土爭端迅速地暴露了。至元元年（1264年），忽必烈擊敗阿里不哥的決定性勝利未能根除深層的分裂。充其量恢復起來的團結也是暫時的，而且非常脆弱。無論如何已經有四個獨立的汗國分別存在，各自追求自己單獨的利益和目標。只有伊兒汗國對忽必烈保持著忠誠，依舊承認居於中國的大汗擁有至高無上的地位。但即使是他們，也在處理自己的內部事務的時候行使著廣泛的自治權。四大汗國彼此間繼續相互影響，直至進入14世紀。他們都是作為主權國家而存在。他們之間締結聯盟，互相攻伐，交換使節，進行商業貿易。以元朝的中國和伊兒汗的伊朗為例，他們之間有著文化和科技互相影響的大量計劃。但是四大汗國再也沒有在某次共同的軍事行動中齊心協力。進攻南宋和阿拔斯哈里發國是蒙古帝國最後一次聯合軍事行動。蒙古人將所有已知世界置於他們統治之下的企圖，從未能實現。
四大汗國中最先滅亡的是窩闊台汗國。海都於大德五年（1301年）去世後，窩闊台汗國開始走下坡路，其領土不久後於被元朝和察合台汗國所瓜分，窩闊台汗國遂滅亡。而伊兒汗國與察合台汗國則均在14世紀走向分裂，最終被帖木兒所滅。不过由东察合台汗国分裂而来的葉爾羌汗國一直持续到1700年左右才被准噶尔汗国完全灭亡。此外，欽察汗國統治俄羅斯等地長達兩個多世紀，俄国直到明成化十六年（1480年）才擺脫蒙古人的統治獨立。其後，欽察汗國分裂為幾個小汗國，除大帐汗国外，还有希瓦汗国、布哈拉汗国、浩罕汗国等汗国，最終都被俄国所吞併，它们被称为蒙古帝国的最后残余。除位于欧洲东部的克里米亚汗国于1783年灭亡而被称为“蒙古帝国在欧洲的最后残余”外，其它位于中亚的汗国在19世纪下半叶逐步伦为俄罗斯帝国的附庸，但希瓦汗国（及布哈拉酋长国）直到1920年才被苏俄红军灭亡。

## 外部連結
- 探討“四大汗囯” （页面存档备份，存于）
- 惊心动魄的绞杀战:元朝与四大汗国决战中亚纪实 （页面存档备份，存于）